# IX Водолея
IX Водолея (лат. IX Aquarii), HD 203177 — одиночная переменная звезда в созвездии Водолея на расстоянии приблизительно 2555 световых лет (около 783 парсеков) от Солнца. Видимая звёздная величина звезды — от +7,61m до +7,5m.

## Характеристики
IX Водолея — оранжевый гигант, пульсирующая медленная неправильная переменная звезда (LB) спектрального класса K2 или K2/3III. Эффективная температура — около 4086 К.